# Pseudomertieite
La pseudomertieite è un minerale conosciuto fino al 2022 come mertieite-I.